# Liste der Kulturdenkmäler in Breidenbach
Die folgende Liste enthält Kulturdenkmäler auf dem Gebiet der Gemeinde Breidenbach im Landkreis Marburg-Biedenkopf, Hessen.
| Bild           | Bezeichnung                 | Lage                                | Beschreibung | Bauzeit | Daten |
| -------------- | --------------------------- | ----------------------------------- | --- | ------- | ----- |
| weitere Bilder | Ev. Pfarrkirche Breidenbach | Altweg 3 Lage                       | 13. Jh. Hallenbau mit quadratischem Chor und Westturm. Obergeschoss des Westturms spätgotisch mit hohem, gedrehtem Spitzhelm. | 13. Jh. |       |
| weitere Bilder | Ev. Kirche Achenbach        | Achenbach, Lahn-Dill-Straße 22 Lage | Achteckiger Zentralbau mit Zeltdach und Dachreiter von 1769                                                                   | 1769    |       |